# Elini
Elini település Olaszországban, Szardínia régióban, Ogliastra megyében. Lakosainak száma 556 fő (2023. január 1.). Elini Arzana, Ilbono, Lanusei és Tortolì községekkel határos.

## Népesség
A település lakossága az elmúlt években az alábbi módon változott:
| Lakosok száma | 557  | 562  | 556  |
|               | 2017 | 2018 | 2023 |